# The Yogi Bear Show
The Yogi Bear Show (bra: O Show do Zé Colmeia; prt: Zé Colmeia) é uma série de desenho animado produzida pela Hanna-Barbera, cujo personagem principal é um urso chamado Zé Colmeia, exibido originalmente entre 1961 e 1962. O programa todo tinha meia hora de duração, e era composto de três desenhos animados: Yogi Bear, Snagglepuss e Yakky Doodle, cada um deles com seis minutos e meio.

## Elenco

### Atores
- Daws Butler: Zé Colmeia, Dom Pixote, Leão da Montanha, Joca, Pepe Legal, Bobi Filho, Wally Gator, Peter Potamus, Lippy
- Don Messick: Catatau, Guarda Smith, Tartaruga Touché, Formiga Atômica, Lula Lelé, Prefeito de Fumacity (Smog City)
- John Stephenson: Bibo Pai, Hardy, Sr. Sorriso (Mr. Cheerful), Gênio Insaciável, Senhor Farsante, Irmão Inveja #2, Capitão Swipe, Fumbo Jumbo, Sr. Hothead
- Allan Melvin: Maguila, Senhor Sujeira/Senhor Limpo
- Julie Bennett: Cindy
- Henry Corden: Zé Buscapé, Doutor Fanático, Guarda Chefe
- Jean Vander Pyl: Bié Buscapé
- Tom Bosley: Imediato Mentira
- Virginia Gregg: Bruxa Fofoca do Oeste
- Rose Marie: Iara Faz Sujeira
- Hal Smith: Smiley, Sr. Vândalo
- Jesse White: Sr. Trapaça
- Paul Winchell: Sheik do Egoísmo
- Lennie Weinrib: Sr. Fumaça
- Walker Edmiston: Patinho Duque
- Jim MacGeorge: Guarda Smith (Apenas no Piloto)

### Vozes
| Personagem             | nos EUA       | no Brasil Estúdio: AIC São Paulo/ Herbert Richers |
| ---------------------- | ------------- | ------------------------------------------------- |
| Zé Colmeia (Yogi Bear) | Greg Burson   | Older Cazarré /Miguel Rosenberg                   |
| Catatau (Boo Boo Bear) | Don Messick   | Magno Marino/ Lima Duarte/ Rodney Gomes           |
| Cindy                  | Julie Bennett | Antonieta Matos/ ?                                |
| Guarda Smith           | Don Messick   | Magno Marino/ Osmiro Campos/ Magalhães Graça      |
| Guarda Roubideux       | Peter Cullen  | Silvio Matos                                      |

## Televisão

### Estados Unidos
Nos Estados Unidos, foi exibido  em várias emissoras.

### Brasil
No Brasil, foi exibido pela TV Tupi,Record e TV Excelsior na década  de 60, e depois foi exibido na Rede Globo,Cartoon Network,Boomerang,Tooncast e exibe na Rede Brasil.

## Segmentos

### Zé Colmeia
Zé Colmeia e Catatau vivem no Parque Jellystone, que é uma imitação "caricaturizada" do famoso Parque Nacional de Yellowstone, nos Estados Unidos, sempre em busca de cestas de piquenique que rouba de turistas incautos. Seu companheiro, de raciocínio um pouco lerdo, era o também urso Catatau. O Guarda Ranger Smith(ou apenas Guarda Smith, ou Guarda Chico), um guarda florestal de Jellystone, tenta impedir as estrepolias do esperto urso e avisava aos visitantes para "não alimentarem os ursos!". Zé Colmeia ainda encontra tempo para as coisas do coração, é nesse momento que entra em cena a doce Cindy, por quem Zé Colmeia tem uma grande paixão.

### Leão da Montanha
Em diversos episódios, o Leão da Montanha tem sempre em seu encalço um caçador baixinho, muito atrapalhado e conhecido como Major, que quer a todo custo colocar a sua cabeça como troféu em sua sala, mas naturalmente nunca consegue, é claro!.

### O Patinho Duque
A história se passa com o buldogue Chopper sempre defendendo seu grande e indefeso amigo, o Patinho Duque, de alguém que deseja jantá-lo, no caso mais comum a raposa (Fibber Fox, no original em inglês) ou Alfie Gator (jacaré).

## DVD
A Warner Home Video lançou a série completa em DVD no dia 15 de novembro de 2005.
| Nome do DVD                              | Episódios | Data de lançamento     | Informações adicionais         |
| ---------------------------------------- | --------- | ---------------------- | ------------------------------ |
| The Yogi Bear Show – The Complete Series | 33        | 15 de novembro de 2005 | - Episódios com varios idiomas |